# 农格特伊迈
农格特伊迈（Nongthymmai），是印度梅加拉亚邦東卡希山縣的一个城镇。

## 人口
该地2001年总人口34209人，其中男性17015人，女性17194人；0－6岁人口3613人，其中男1841人，女1772人；识字率82.03%，其中男性为84.09%，女性为79.99%。